# Ширяево (Сумская область)
Ширяево (укр. Ширяєве) — село в Князевском сельском совете Путивльского района Сумской области Украины.
Код КОАТУУ — 5923885808. Население по переписи 2001 года составляло 196 человек.

## Известные люди
- Высоцкий, Пётр Иосифович — Герой Советского Союза.

## Географическое положение
Село Ширяево находится на расстоянии в 1,5 км от Князевка, Новые Гончары и Старые Гончары.
К селу примыкает лесной массив лес Ширяевский.
Рядом проходит автомобильная дорога Т-1908.